# Anarg Friedrich von Wildenfels

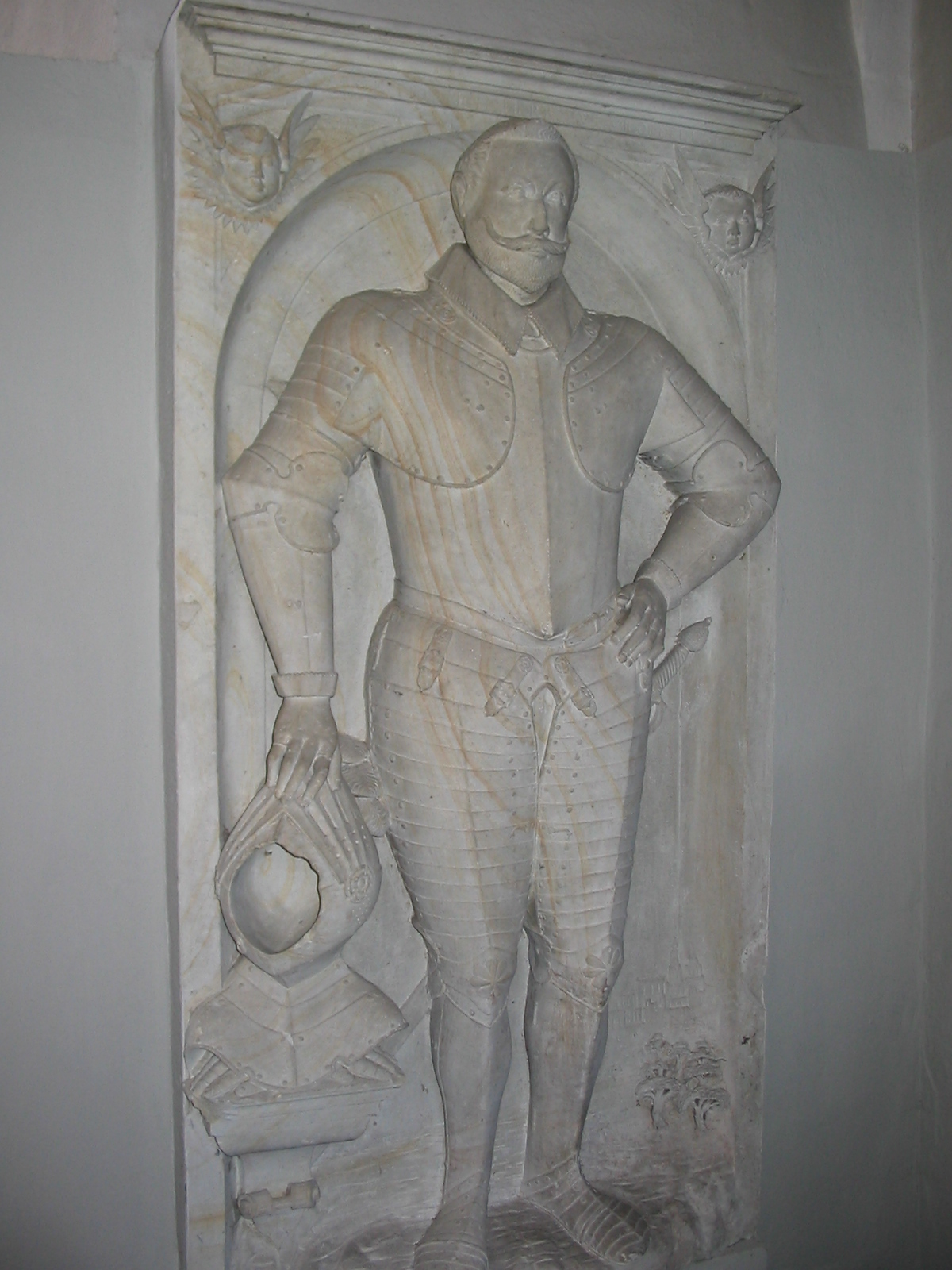
Epitaph des Anarg Friedrich von Wildenfels in der Kirche in Härtensdorf

Anarg Friedrich von Wildenfels (* 1555; † 26. Februar 1602 in Prag) war Professor an der Sächsischen Fakultät der Karls-Universität Prag, Rektor der Universität Jena und Besitzer der Herrschaft Wildenfels.

## Leben
Anarg Friedrich von Wildenfels war kurfürstlich-sächsischer Oberhauptmann zu Plauen und des ganzen Vogtländischen Kreises. Vier Jahre vor seinem Tod gründete er 1598 im oberen Westerzgebirge das Hammerwerk Wildenthal. Von Wildenfels starb als Teilnehmer einer in Prag weilenden Legation. Seine sterblichen Überreste wurden in seine Heimat nach Wildenfels übergeführt. Er wurde im Erbbegräbnis der Herren von Wildenfels, in der Gruft der Kirche zu den Drei Marien  Härtensdorf, der damaligen Hofkirche der Herrschaft Wildenfels, beigesetzt. Nach Aufhebung des Hausklosters der Herren von Wildenfels im Zuge der Reformation wurden die Herren von Wildenfels in der damaligen Hofkirche in Härtensdorf beigesetzt. Das Städtlein Wildenfels hatte erst 1580 einen kleinen Betsaal als Filial von Härtensdorf erhalten, der aber bereits 1589 wieder niederbrannte und erst 1605 durch einen Neubau ersetzt wurde. Das Epitaphium Anarg Friedrichs befindet sich noch heute in der Kirche zu den Drei Marien in Härtensdorf. Er ruht dort neben seinem Vater, Heinrich von Wildenfels und vermutlich auch neben seinem Großvater Anarg Heinrich von Wildenfels, der anlässlich einer Visitation in Altenburg 1539 verstarb, ebenso wie in Altenburg existiert in Härtensdorf ein Epitaphium, das Anarg Heinrich von Wildenfels zugeschrieben wird. In der Kirche zu den Drei Marien  Härtensdorf existiert neben den Epitaphien von Anarg Heinrich, Heinrich und Anarg Friedrich von Wildenfels auch noch eine Darstellung des alten Wildenfelser Herrschaftswappens (1999 bei Dachdeckerarbeiten wiederentdeckt, fachmännisch gesichert und jetzt sichtbar im Eingangsbereich aufgestellt).
Die Herren von Wildenfels besaßen die Reichsstandschaft, und Anarg Friedrich von Wildenfels gehörte zu den Unterzeichnern der Konkordienformel von 1577 und des Konkordienbuches von 1580.
Bereits am 26. Dezember 1600 wurde er Witwer, als seine Frau Susanna geb. von Scharfenberg starb. Da beide keine Söhne, sondern nur Töchter hinterließen, starben die reichsfreien Herren von Wildenfels 1602 in männlicher Linie aus. Nach seinem Tod ging die Herrschaft Wildenfels entsprechend einem Erbvertrag an das Haus Solms-Laubach über.
Am 19. September 1600 wurde die Tochter Anarg Friedrichs mit dem Grafen Schlick zu Passaun im Schloss Wildenfels getraut (Traueintrag im Trauregister von 1600 von Härtensdorf). Die Schwester Anarg Friedrichs verstarb am 9. Januar 1614 in Falkenau. Am 20. Februar 1578 wurde Anarg Friedrichs ältester Sohn Heinrich und am 27. Februar 1579 die Zwillinge Wolff Friedrich und Johanna geboren. Heinrich verstarb 1599 in Somitz/Ungarn – er wurde von Joachim Schenken von Landspergk erstochen; am 13. August 1596 verstarb Wolff Friedrich vor Hatvan in Ungarn, er liegt in Göntesch begraben. Anarg Friedrichs Gemahlin starb am 26. Dezember 1600 im Alter von 45 Jahren und wurde in der Härtensdorfer Gruft am 8. Januar 1601 beigesetzt (Sterberegister 1600 von Härtensdorf).